# Nukleuz
Nukleuz est un label discographique de musique électronique, basé à Londres, en Angleterre. Nukleuz accueille de nombreux artistes et séries de compilations dans divers genres, notamment la trance, le hardcore britannique, la tech house et la hard house,.

## Histoire
Nukleuz a été le lieu de résidence de certaines des plus grandes et des plus respectées stars de la hard dance, notamment BK, Andy Farley, Nick Sentience, Mauro Picotto, Mario Piu, Lisa Pin-Up, Stu Allan, Alphazone, Tom Harding, Phil Reynolds, Organ Donors, Breeze et Styles, Pierre Pienaar, Disco Brothers et bien d'autres encore. Le label a réussi à produire de nouveaux arrivants sur la scène hard dance, avec des artistes comme Andy Whitby, Cally and Juice, P.H.A.T.T., Technikal, Dark by Design et Gammer. Nukleuz commence également à travailler avec Frantic sur une série d'albums Frantic Euphoria avec Ministry of Sound mixés par les artistes en devenir Andy Whitby and Cally and Juice et qui connaissent un succès commercial.
Outre le propre collectif d'artistes de Nukleuz, le label acquiert également des licences pour un certain nombre de titres provenant d'autres parties du monde, ce qui leur permet de figurer en tête des hit-parades britanniques. L'un des exemples notables comprend la réédition en 2000 de l'artiste techno belge Praga Khan Injected with a Poison et Lizard de Mauro Picotto, qui se classe dans le top 30 britannique.